# Rückenfigur

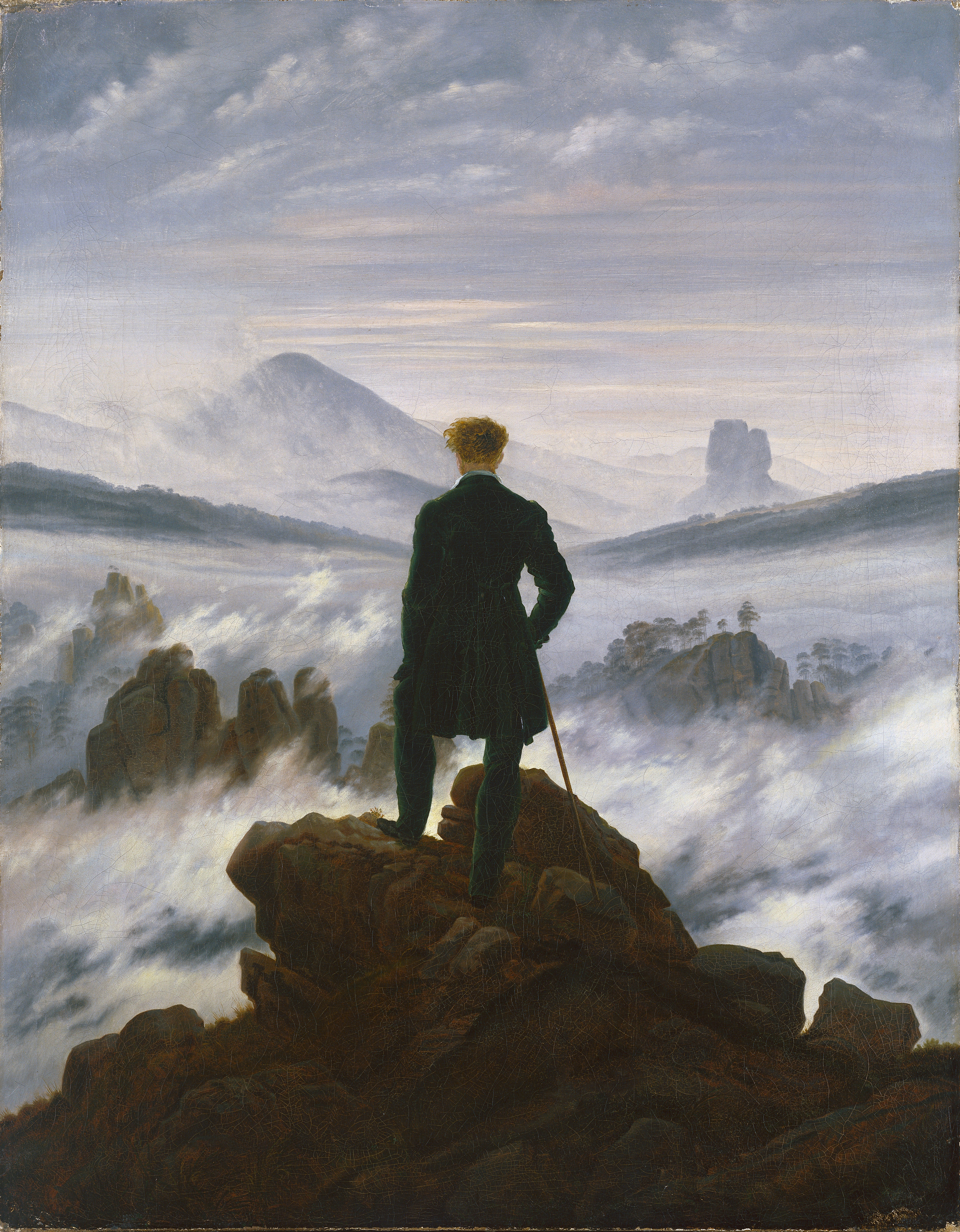
Un famoso esempio dell'espediente della Rückenfigur: il Viandante sul mare di nebbia di Caspar David Friedrich, 1818

La Rückenfigur, o "figura vista da dietro", è un espediente compositivo nella pittura, nella grafica, nella fotografia e nel cinema, associato soprattutto alla pittura romantica tedesca e in particolare al paesaggista Caspar David Friedrich.
Consiste in una figura posta in primo piano, vista di spalle, solitamente assorta nella contemplazione di ciò che ha davanti; lo spettatore è indotto a immedesimarsi in essa, entrando maggiormente nella dimensione del quadro.

## Storia
Il Compianto sul Cristo morto di Giotto (1300) è una delle prime opere in cui alcune figure (secondarie) voltano le spalle allo spettatore.

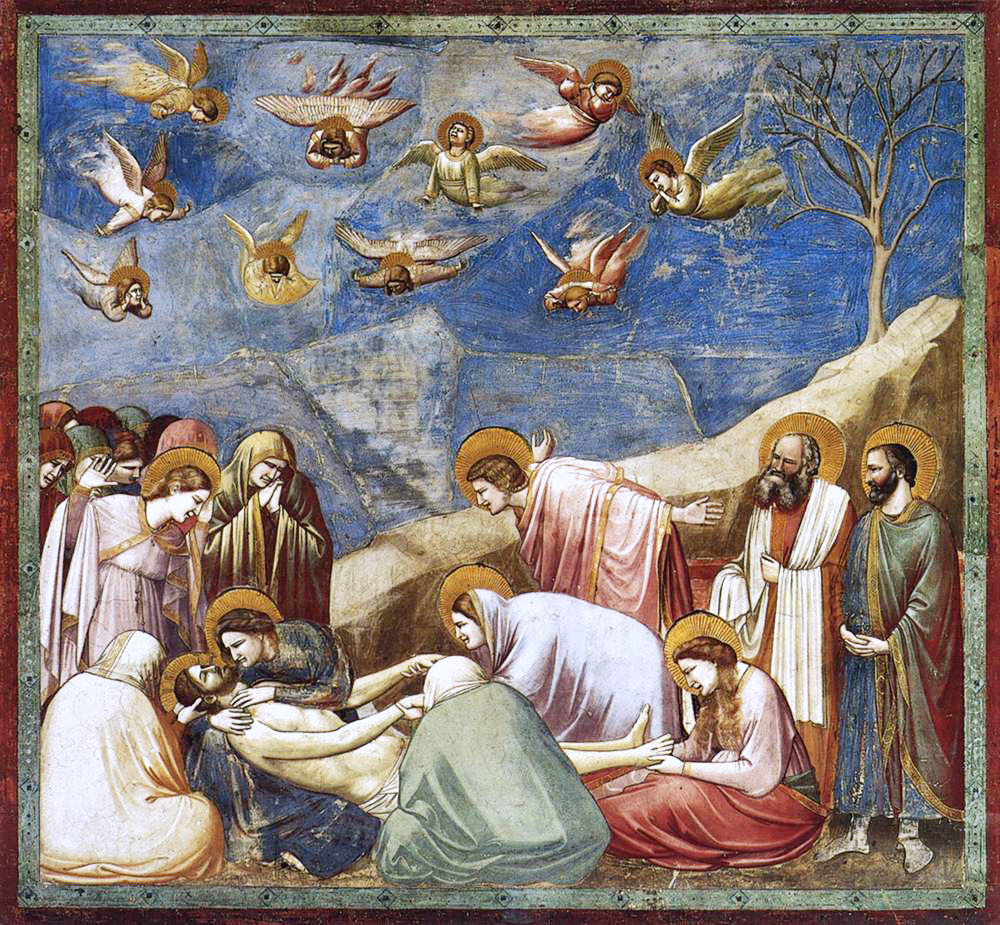
L'affresco del Compianto sul Cristo morto di Giotto (1300) presso la Cappella degli Scrovegni (Padova) ha figure che danno le spalle allo spettatore.

In generale, prima di Friedrich tali figure non rivestivano ruoli centrali. 

## Galleria d'immagini

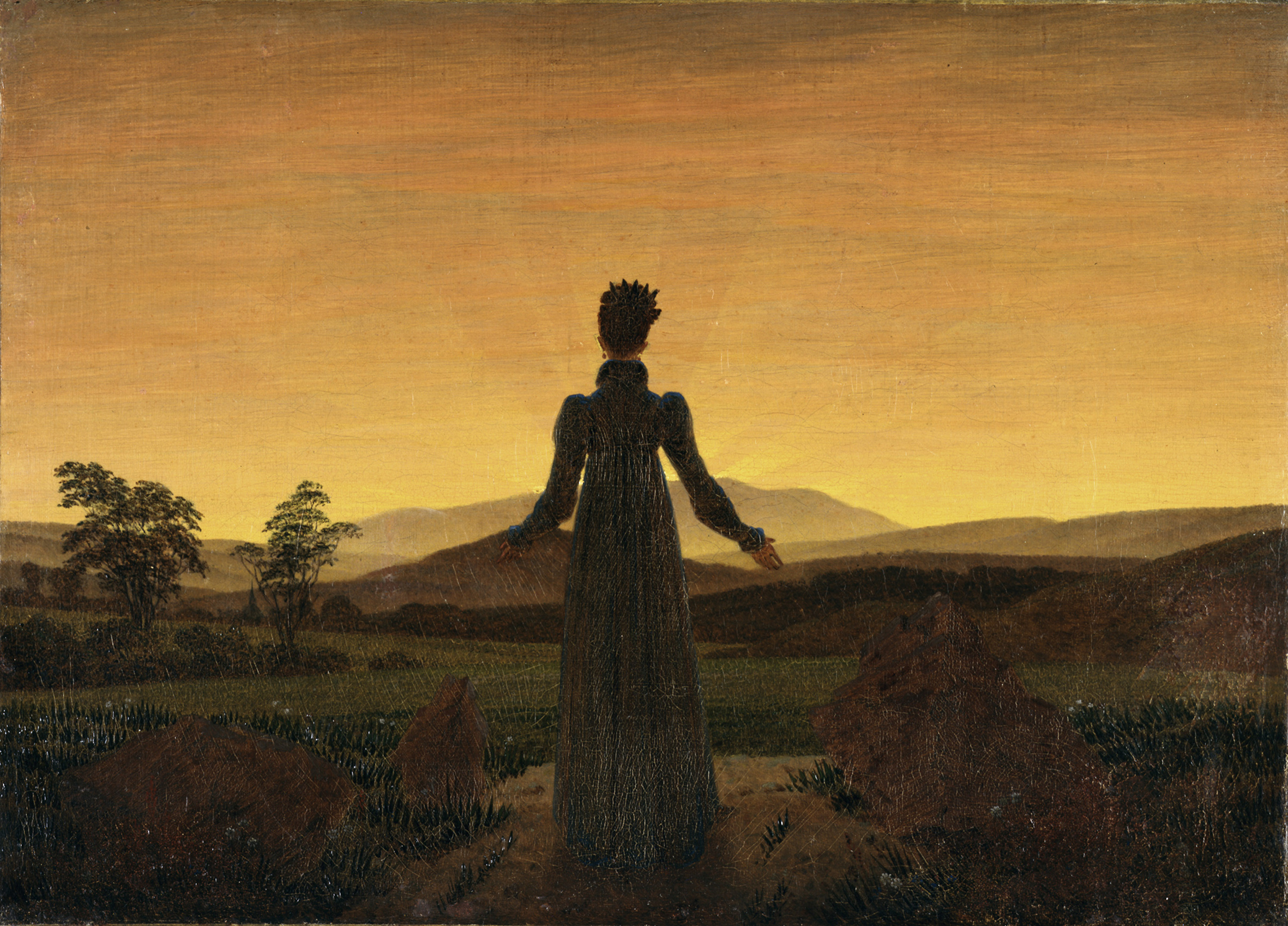
Caspar David Friedrich, Donna al tramonto del sole (1818)
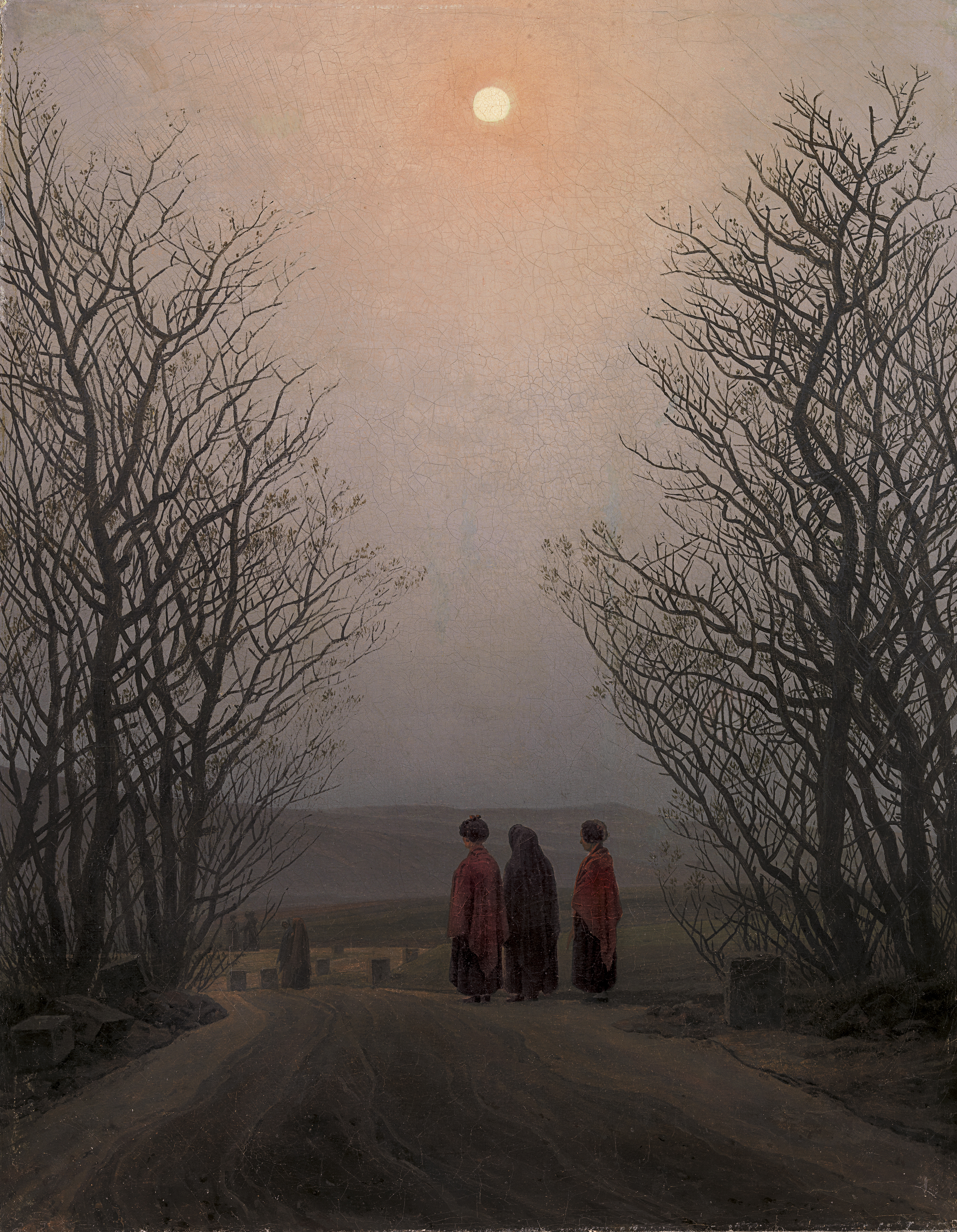
Caspar David Friedrich, Mattino di Pasqua (1830-35)
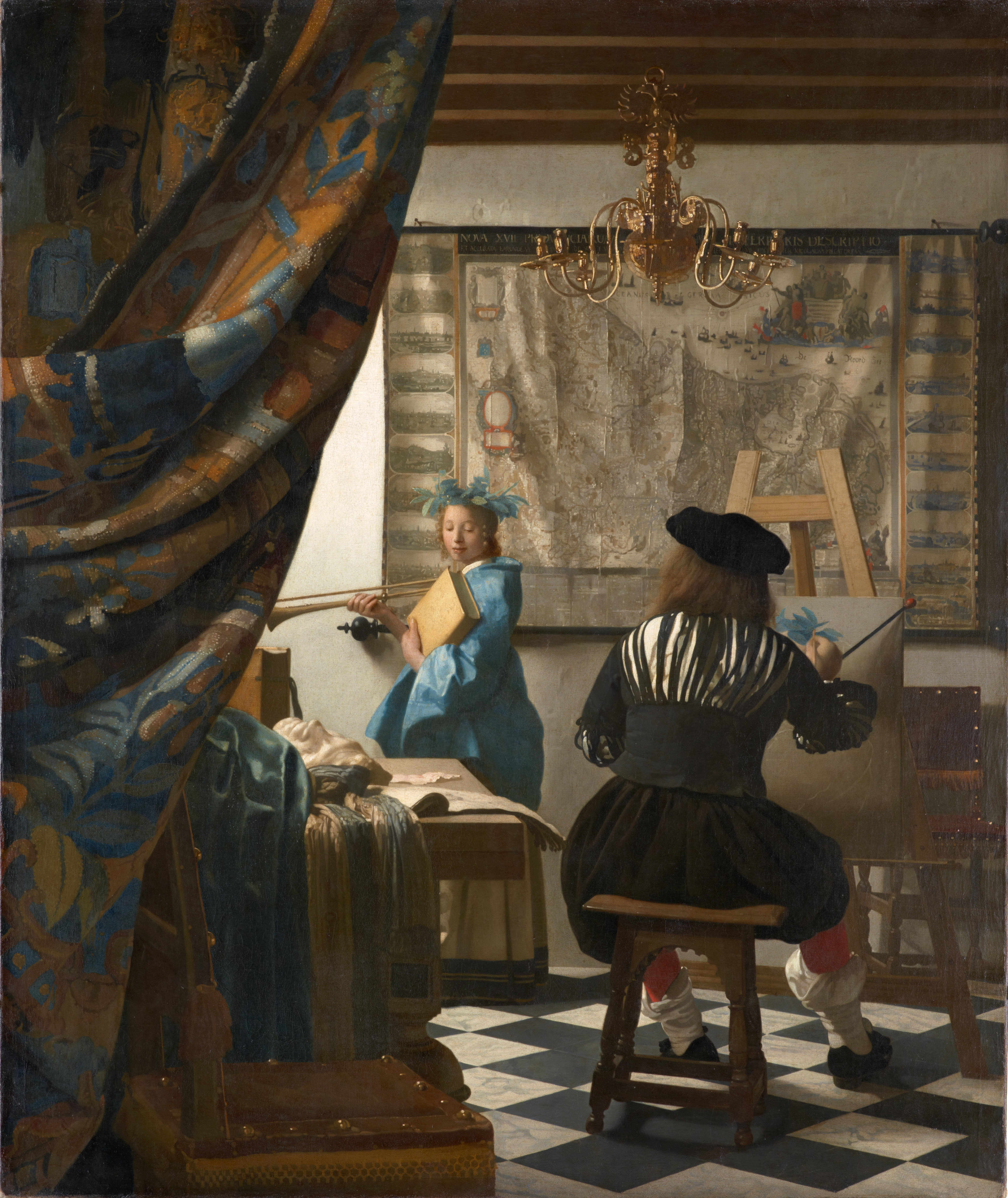
Jan Vermeer, Allegoria della Pittura (1660)
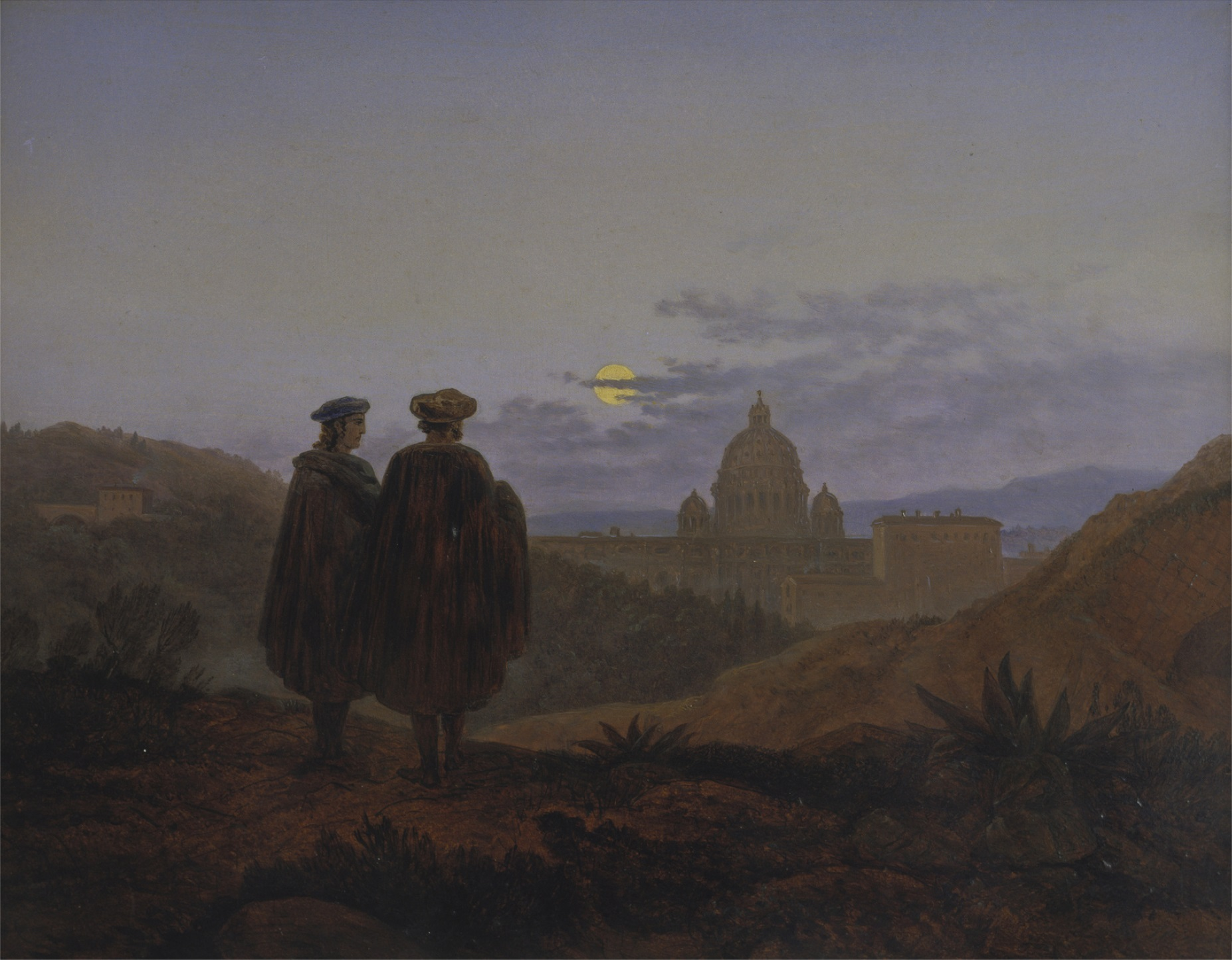
Carl Gustav Carus, Raphael and Michelangelo (1830)
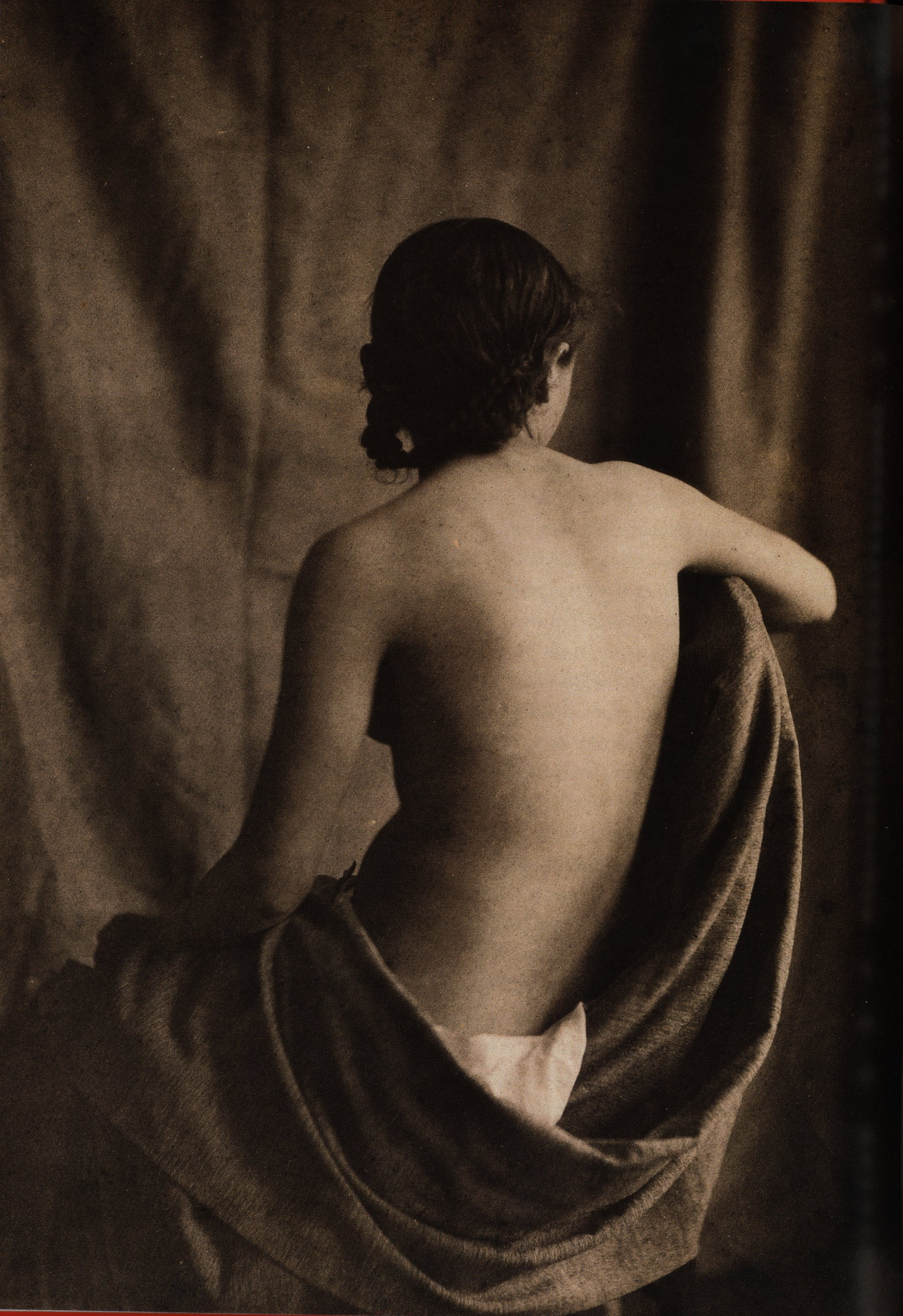
Una delle prime fotografie di Jean Louis Marie Eugène Durieu